# Progressione del record italiano dei 10000 metri piani maschili

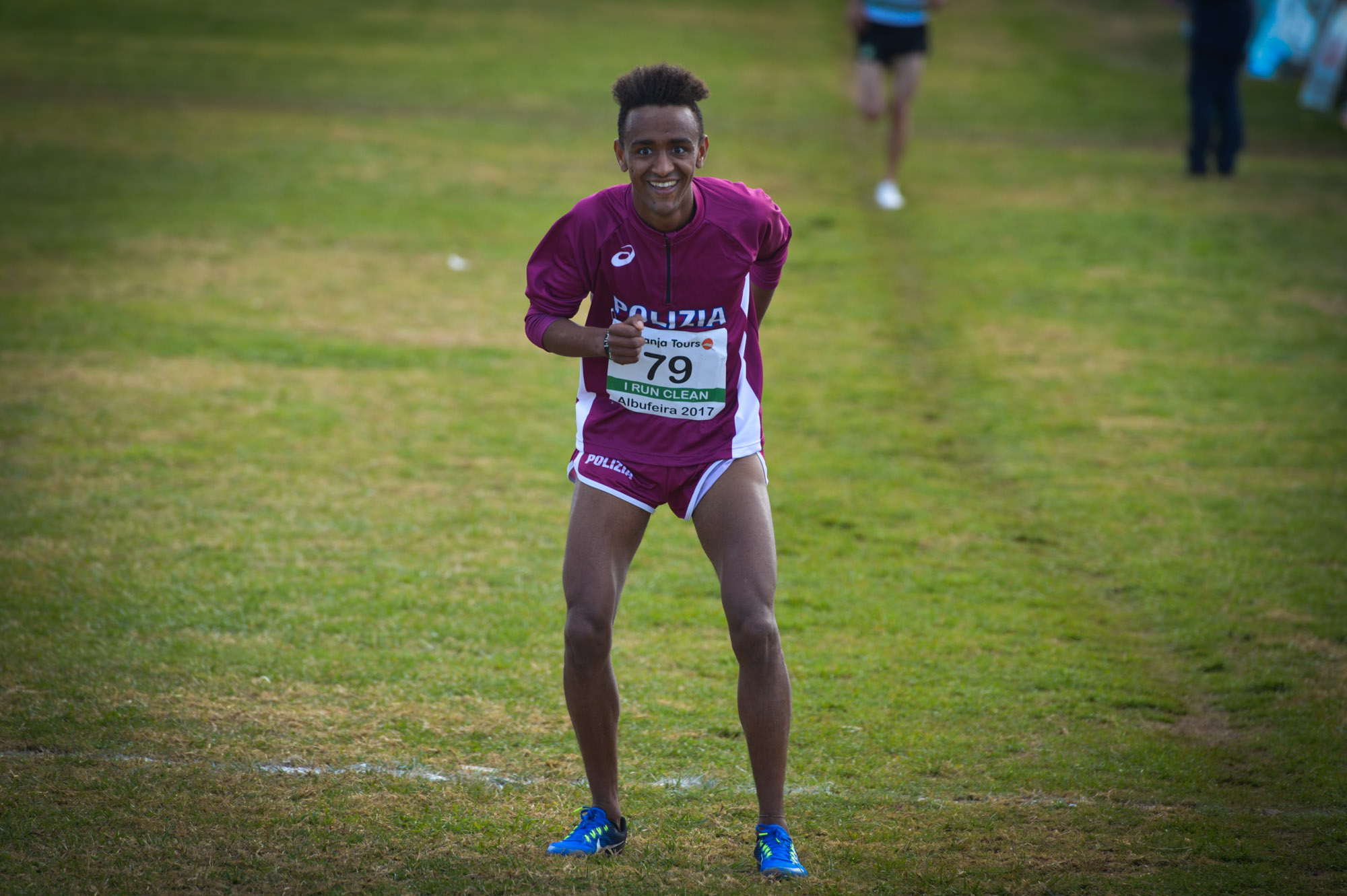
Yemaneberhan Crippa, detentore del record italiano dei 10 000 metri piani dal 2019.

La voce seguente illustra la progressione del record italiano dei 10 000 metri piani maschili su pista di atletica leggera.
Il primo record italiano femminile su questa distanza venne ratificato il 1º dicembre 1895.

## Progressione

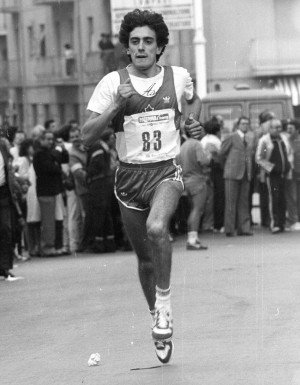
Salvatore Antibo, detentore del record italiano dal 1988 al 2019.

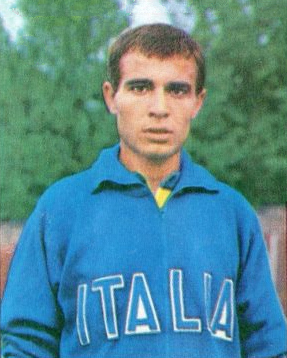
Antonio Ambu, detentore del record italiano dal 1962 al 1970.

| Misura                     | Atleta              | Società                                      | Luogo          | Data              | Note |
| -------------------------- | ------------------- | -------------------------------------------- | -------------- | ----------------- | ---- |
| 40'55"0                    | Alfredo Nera        | Unione Dilettanti Pedestri                   | Milano         | 1º dicembre 1895  |      |
| 40'44"0                    | Augusto Ferrari     | Fulmine Milano                               | Milano         | dicembre 1895     |      |
| 37'11"0                    | Guido Gatti         | Speranza Milano                              | Milano         | 20 gennaio 1896   | i    |
| 37'00"0                    | Ettore Zilia        | Società Ginnastica Milanese Forza e Coraggio | Milano         | 4 giugno 1899     |      |
| 34'30"0                    | Edoardo Oderio      | Olympia Torino                               | Torino         | 16 luglio 1899    |      |
| 33'16"4/5                  | Pericle Pagliani    | Società Podistica Lazio                      | Parma          | 10 aprile 1904    |      |
| 33'07"1/5                  | Pericle Pagliani    | Società Podistica Lazio                      | Roma           | 30 dicembre 1905  |      |
| 32'50"0                    | Aduo Fava           | Virtus Bologna Sportiva                      | Bologna        | 12 aprile 1908    |      |
| 32'27"0                    | Marco Giordano      | Sport Club Audace Torino                     | Asti           | 9 maggio 1909     |      |
| 32'18"0                    | Dorando Pietri      | libero                                       | Buenos Aires   | 24 maggio 1910    |      |
| 32'18"0                    | Carlo Speroni       | Società Ginnastica Pro Patria et Libertate   | Milano         | 16 marzo 1924     |      |
| 32'03"4/5                  | Carlo Speroni       | Società Ginnastica Pro Patria et Libertate   | Busto Arsizio  | 11 maggio 1924    |      |
| 31'24"1/5                  | Giuseppe Lippi      | ASSI Giglio Rosso                            | Bologna        | 24 novembre 1930  |      |
| 30'59"8                    | Giuseppe Beviacqua  | Polisportiva Giordana                        | Firenze        | 24 ottobre 1937   |      |
| 30'53"2                    | Giuseppe Beviacqua  | Polisportiva Giordana                        | Colombes       | 5 settembre 1938  |      |
| 30'27"4                    | Giuseppe Beviacqua  | Polisportiva Giordana                        | Stoccarda      | 3 agosto 1940     |      |
| 30'05"8                    | Franco Volpi        | VIII Comiliter Roma                          | Roma           | 13 settembre 1959 |      |
| 29'43"2                    | Luigi Conti         | Centro Sportivo Esercito                     | Bologna        | 25 settembre 1960 |      |
| 29'34"6                    | Antonio Ambu        | Pro Sesto Atletica                           | Belgrado       | 12 settembre 1962 |      |
| 29'31"6                    | Antonio Ambu        | Lilion Snia Varedo                           | Schio          | 26 giugno 1965    |      |
| 29'09"2                    | Antonio Ambu        | Lilion Snia Varedo                           | Milano         | 9 ottobre 1965    |      |
| 29'04"2                    | Giuseppe Ardizzone  | Pro Patria San Pellegrino Milano             | Madrid         | 31 maggio 1970    |      |
| 28'27"0                    | Franco Arese        | Atletica Balangero                           | Varsavia       | 1 maggio 1971     |      |
| 28'16"4                    | Franco Fava         | Gruppo Sportivo Fiamme Gialle                | Città del Capo | 29 marzo 1975     |      |
| 27'55"6                    | Franco Fava         | Gruppo Sportivo Fiamme Gialle                | Helsinki       | 23 giugno 1976    |      |
| 27'42"7                    | Franco Fava         | Gruppo Sportivo Fiamme Gialle                | Helsinki       | 30 giugno 1977    |      |
| Cronometraggio elettronico |                     |                                              |                |                   |      |
| 27'31"48                   | Venanzio Ortis      | Gruppo Sportivo Fiamme Oro                   | Praga          | 29 agosto 1978    |      |
| 27'26"95                   | Francesco Panetta   | Pro Patria Osama Milano                      | Stoccolma      | 30 giugno 1987    |      |
| 27'24"79                   | Salvatore Antibo    | CUS Palermo                                  | Oslo           | 2 luglio 1988     |      |
| 27'23"55                   | Salvatore Antibo    | CUS Palermo                                  | Seul           | 26 settembre 1988 |      |
| 27'16"50                   | Salvatore Antibo    | CUS Palermo                                  | Helsinki       | 29 giugno 1989    |      |
| 27'10"76                   | Yemaneberhan Crippa | Gruppo Sportivo Fiamme Oro                   | Doha           | 6 ottobre 2019    |      |